# Gilbert Adair
Gilbert Adair (Kilmarnock, 29 dicembre 1944 – Londra, 8 dicembre 2011) è stato uno scrittore, critico cinematografico, giornalista e traduttore britannico.

## Biografia
Dal 1968 al 1980 ha vissuto a Parigi. Morì l'8 dicembre 2011 all'età di 66 anni a causa di un'emorragia cerebrale; un anno prima venne colpito da un ictus che gli fece perdere completamente la vista.
Adair era apertamente gay.

## Cinema
Il film Amore e morte a Long Island di Richard Kwietniowski è tratto dal suo omonimo romanzo del 1990.
Il film The Dreamers - I sognatori di Bernardo Bertolucci del 2003, per cui ha scritto la sceneggiatura, è tratto dal suo libro The Holy Innocents.

## Opere
- Hollywood's Vietnam (1981)
- Alice through the Needle's Eye (1984)
- A Night at the Pictures (con Nick Roddick) (1985)
- Myths & Memories (1986)
- Peter Pan and the Only Children (1987)
- The Holy Innocents (1988)
- Letters (1990)
- Love and Death on Long Island (1990)
- The Death of the Author (1992)
- The Postmodernist Always Rings Twice (1992)
- A Void, by Georges Perec (1994)
- Flickers (1995)
- Wonder Tales: Six French Stories of Enchantment (in collaborazione con Marina Warner) (1995)
- Surfing the Zeitgeist (1997)
- The Key of the Tower (1997)
- A Closed Book (1999)
- Movies (curatore) (1999)
- Zazie in the Metro (2000)
- The Real Tadzio (2001) - una biografia di Władysław Moes, che ispirò il "Tadzio" de La morte a Venezia di Thomas Mann
- The Dreamers (sceneggiatura) (2003)
- Buenas Noches, Buenos Aires (2004)
- The Act of Roger Murgatroyd (2006)
- A Mysterious Affair of Style (2007) - Seconda parte della trilogia